# セロ・トロロ汎米天文台
| 現時点で発見された小惑星の数: 5 | 現時点で発見された小惑星の数: 5 |
| ------------------------------- | ------------------------------- |
| (87269) 2000 OO67               | 2000年7月29日                   |
| (87555) 2000 QB243              | 2000年8月25日                   |
| (88611)テハロンヒアワコ         | 2001年8月20日                   |
| (134210) 2005 PQ21              | 2005年8月9日                    |
| (139775) 2001 QG298             | 2001年8月19日                   |

セロ・トロロ・汎米天文台（Cerro Tololo Inter-American Observatory、CTIO, IAU code 807）とは各種の天体望遠鏡・天体観測器具が設置された施設で、南緯30.169度、西経70.804度、チリのラ・セレナからおおよそ80 km東、標高2200mに位置する。この施設はアリゾナ州のキットピーク天文台やハワイとチリにある口径8m望遠鏡を擁するジェミニ天文台と同じく、NSF国立光赤外線天文学研究所(NOIRLab)に所属する。設置されている望遠鏡は口径4mの ビクター・M・ブランコ望遠鏡と4.1-m SOAR 望遠鏡 (SOAR) である。
NOIRLabは宇宙望遠鏡科学研究所と同様、全米天文学大学連合 (AURA)によって運営されており、管理はアメリカ国立科学財団が行っている。
小惑星(2326) Tololoはセロ・トロロにちなんで命名された。

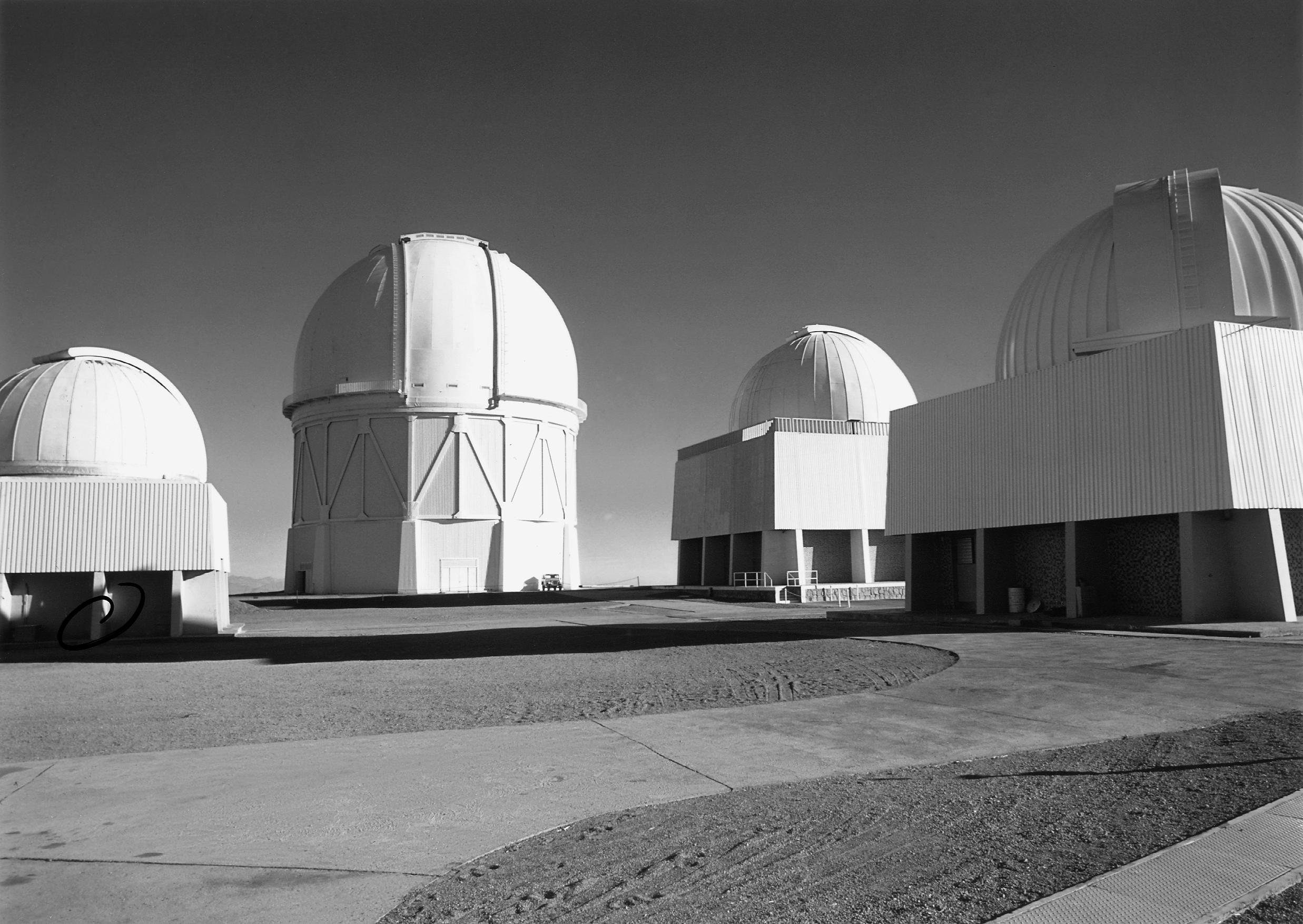
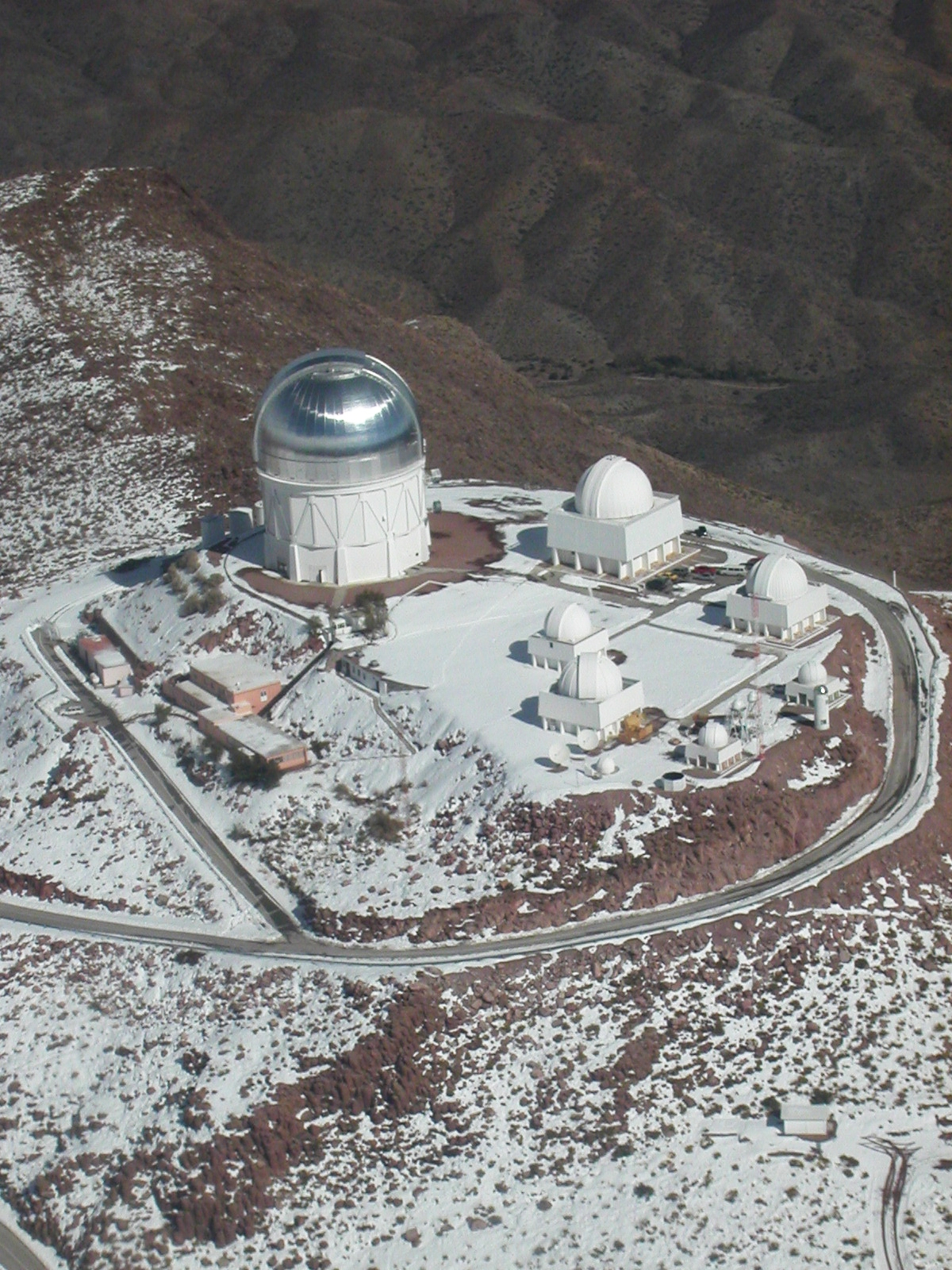
Aerial view
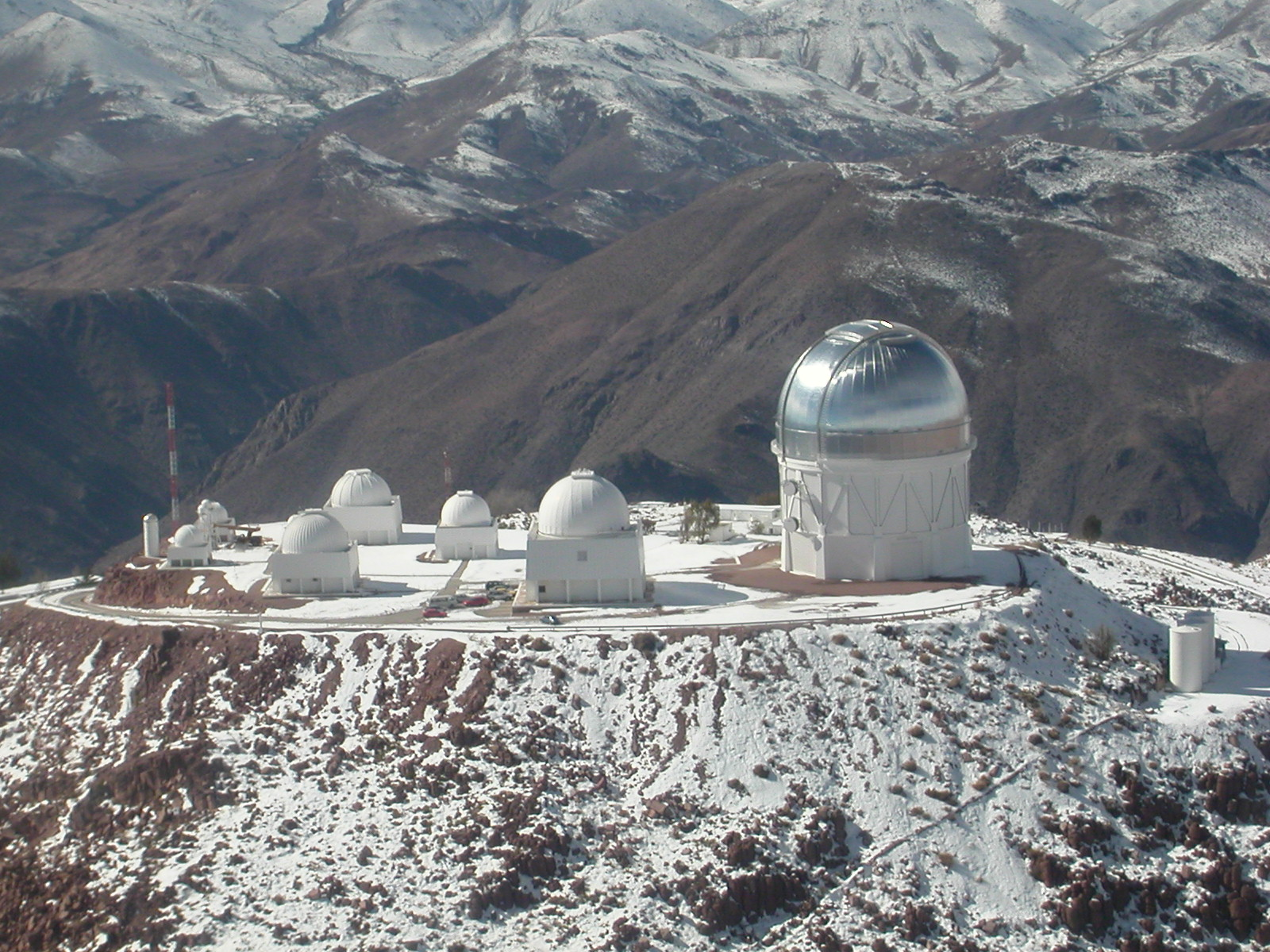
Aerial view
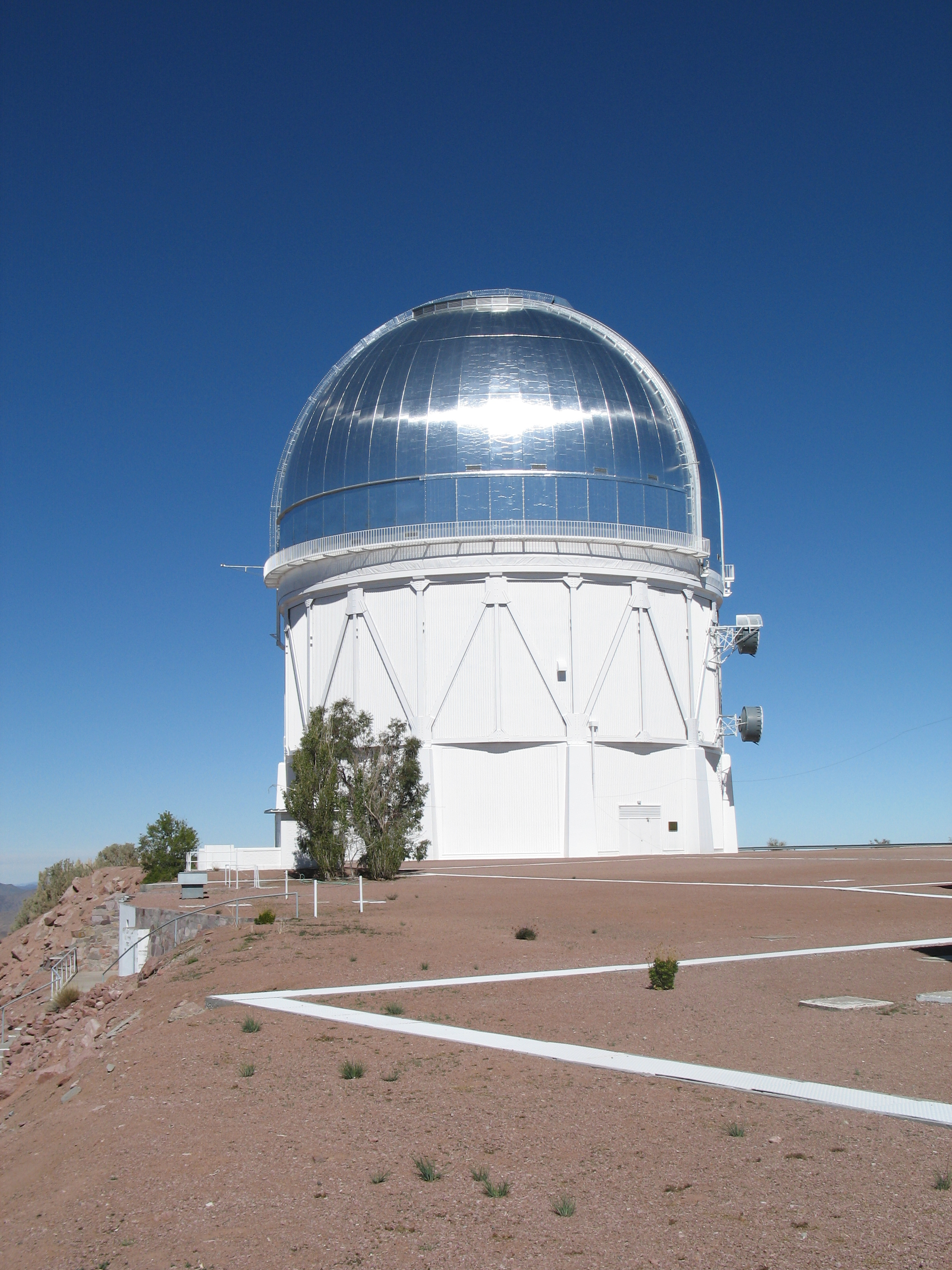